# Vladimir Bagirov
Vladimir Konstantinovich Bagirov(Bacu, 16 de agosto de 1936 – Finlândia, 21 de Julho de 2000) foi um Grande Mestre de Xadrez soviético, autor e treinador de xadrez. De 1960 a 1978 competiu em nove campeonatos soviéticos sendo seu melhor resultado o quarto lugar em 1960. Competiu também no segundo campeonatos de equipes europeu em 1961 e no campeonato mundial de equipes estudantil em 1962.

## Biografia
Vladimir Bagirov nasceu em Baku, filho de pai armênio e mãe ucraniana. Ele mostrou talento para o xadrez quando jovem e foi comandado pelo mestre e treinador Vladimir Makogonov . Ele fez sua estreia nas semifinais do Campeonato Soviético em 1957, mas não chegou à final. Bagirov se classificou para a final pela primeira vez em 1960 e terminou em 4º lugar no 27º Campeonato da URSS em Leningrado, vencido por Viktor Korchnoi.
Em 1961, ele foi selecionado para a equipe soviética para o Campeonato Europeu de Equipes em Oberhausen 1961 e no Campeonato Mundial de Estudantes em Helsinque. Bagirov recebeu o título de Mestre Internacional pela FIDE em 1963 e o de Grande Mestre em 1978.
Bagirov começou a treinar na década de 1970 e, por um curto período em 1975, como técnico nacional do Azerbaijão, foi o único treinador do futuro campeão mundial Garry Kasparov. Após uma disputa com oficiais do xadrez, Bagirov mudou-se para a Letônia no final dos anos 1970 e treinou o ex-campeão mundial Mikhail Tal e os futuros grandes mestres Alexei Shirov e Alexander Shabalov.
Bagirov também foi um teórico de aberturas. Ele publicou dois livros e um CD-Rom de 1994 a 2000.
Após o colapso da União Soviética em 1991, Bagirov jogou mais torneios de xadrez do que antes, participando de muitos torneios abertos na Europa. Ele venceu o Campeonato Mundial Sênior de 1998 em Grieskirchen, Áustria, com uma pontuação de 8½ / 11.
Bagirov jogou pela Letônia nas Olimpíadas de Xadrez:
- Em 1992, no quarto tabuleiro da 30ª Olimpíada de Xadrez em Manila (+1 –1 = 6);
- Em 1996, no terceiro tabuleiro da 32ª Olimpíada de Xadrez em Yerevan (+3 –2 = 3).[6]

Bagirov jogou pela Letônia no Campeonato Europeu de Xadrez por Equipes:
- Em 1992, na segunda mesa no 10º Campeonato Europeu de Xadrez em Debrecen (+1 –1 = 4).[7]

Bagirov jogou pela Letônia no Campeonato Mundial de Xadrez por Equipe:
- Em 1993, na quarta mesa no 3º Campeonato Mundial de Xadrez por Equipe em Lucerna (+0 –0 = 5).[8]

Bagirov morreu jogando um torneio na Finlândia em 2000. Ele começou o evento Heart of Finland Open com três vitórias consecutivas para assumir a liderança e, após uma disputa de tempo, estava em uma posição vencedora na quarta rodada contra Teemu Laasanen, mas sofreu um ataque cardíaco e morreu no dia seguinte, em 21 de julho de 2000.

## Publicações (em inglês)
- English Opening: Classical and Indian, by Vladimir Bagirov, translated from the Russian by Ken Neat, London, Cadogan Chess, 1994, ISBN 1-85744-033-1.
- English Opening: Symmetrical, by Vladimir Bagirov, translated from the Russian by Ken Neat, London, Cadogan Chess, 1995, ISBN 1-85744-032-3.
- Queen's Gambit Declined, Exchange Variation, CD-Rom by Vladimir Bagirov, Amsterdam, New In Chess, 2000.

## Jogos notáveis
- Leonid Stein vs Vladimir Bagirov, Leningrado 1963, Defesa Francesa: Tarrasch, Variação Fechada (C05), 0-1
- Vladimir Bagirov vs Karen Ashotovich Grigorian, URS 1976, Nimzo-Larsen Attack: Indian Variation (A01), 1-0
- Vladimir Bagirov vs Mark Taimanov, URS 1977, Queen's Gambit Declined: Barmen Variation (D37), 1-0